# Дейвідас Шемберас
Дейвідас Шемберас (лит. Deividas Šemberas, нар. 2 серпня 1978, Вільнюс) — литовський футболіст, що грав на позиції захисника, флангового півзахисника.
Виступав, зокрема, за клуб ЦСКА (Москва), а також національну збірну Литви.
Триразовий чемпіон Росії. Шестиразовий володар Кубка Росії. Дворазовий володар Кубка Литви. Володар Кубка УЄФА.

## Клубна кар'єра
У дорослому футболі дебютував 1995 року виступами за команду клубу «Атлантас», в якій провів один сезон, взявши участь у 13 матчах чемпіонату. 
Згодом з 1997 по 2001 рік грав у складі команд клубів «Жальгіріс» та «Динамо» (Москва).
Своєю грою за останню команду привернув увагу представників тренерського штабу клубу ЦСКА (Москва), до складу якого приєднався 2001 року. Відіграв за московських армійців наступні одинадцять сезонів своєї ігрової кар'єри. Більшість часу, проведеного у складі московського ЦСКА, був основним гравцем команди. За цей час тричі виборював титул чемпіона Росії, ставав володарем Кубка Росії (п'ять разів), володарем Кубка УЄФА.
Протягом 2012—2014 років захищав кольори команди клубу «Аланія».
Завершив професійну ігрову кар'єру у клубі «Жальгіріс», у складі якого вже виступав раніше. Прийшов до команди 2014 року, захищав її кольори до припинення виступів на професійному рівні у 2015 році.

## Виступи за збірну
У 1996 році дебютував в офіційних матчах у складі національної збірної Литви. Протягом кар'єри у національній команді, яка тривала 18 років, провів у формі головної команди країни 82 матчі.

## Титули і досягнення
- Чемпіон Росії (3):

ЦСКА (Москва): 2003, 2005, 2006
- Володар Кубка Росії (6):

ЦСКА (Москва): 2001-2002, 2004-2005, 2005-2006, 2007-2008, 2008-2009, 2010-2011
- Володар Суперкубка Росії (4):

ЦСКА (Москва): 2004, 2006, 2007, 2009
- Чемпіон Литви (2):

«Жальгіріс»: 2014, 2015
- Володар Кубка Литви (3):

«Жальгіріс»: 1996-1997, 2013-2014, 2014-2015
- Володар Кубка УЄФА (1):

ЦСКА (Москва):  2004-2005